# 반전 (문학)
반전(反轉, 영어: plot twist)이란 소설이나 영화에서 이야기의 전개를 갑자기 뒤틀어 버리는 것을 말한다.

## 반전 결말
반전 결말(twist ending)이란 플롯 트위스트의 하나로서 플롯이 클라이맥스를 향하여 진행되다가 결말 부분에서 독자의 기대나 예측을 뒤엎고 전혀 다른 결말에 이르도록 클라이맥스를 교묘히 조작하는 것을 말한다.

## 같이 보기
- 플롯 장치
- 맥거핀